# Ley Basaglia

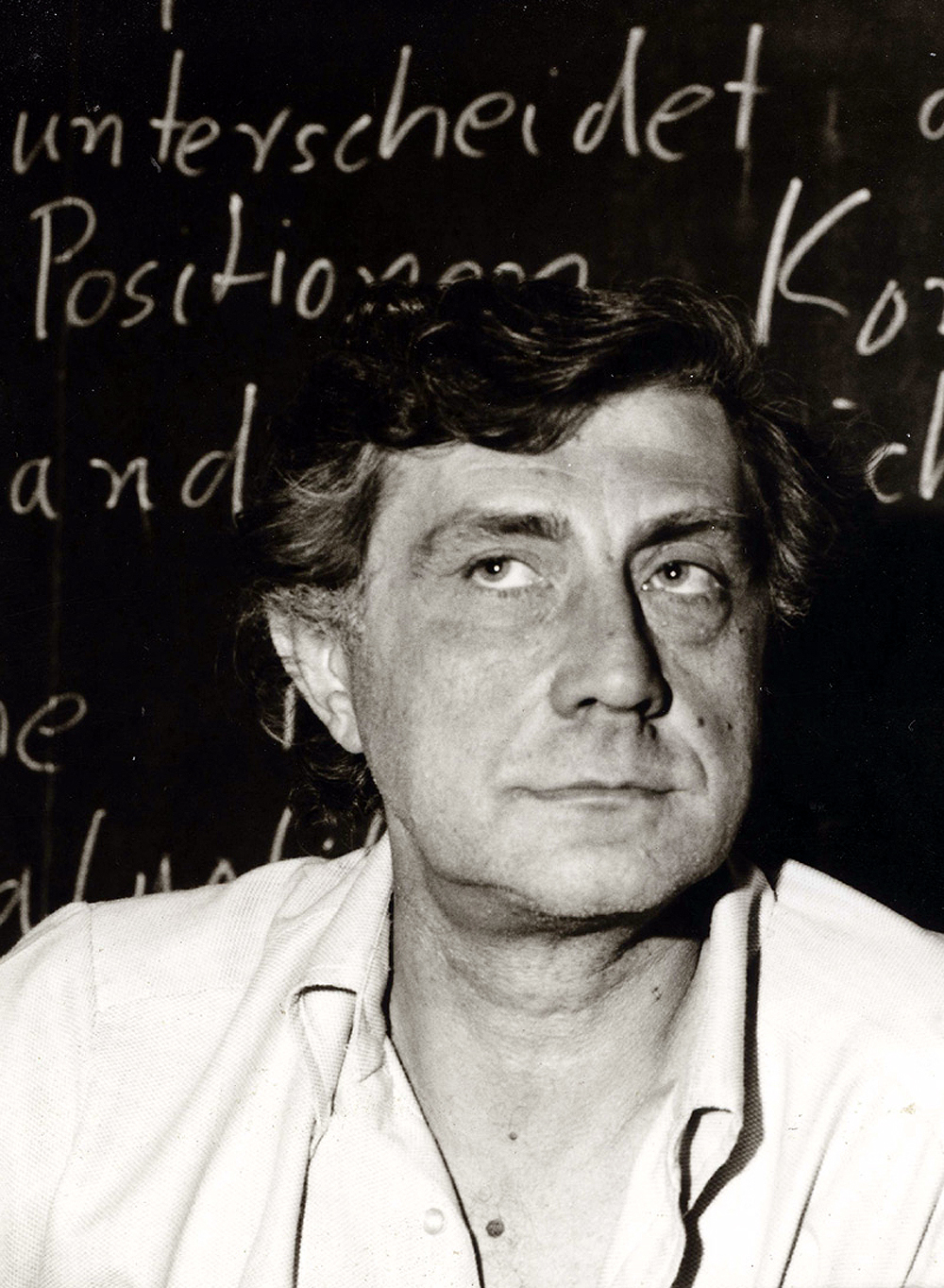
La Ley 180 también es conocida por el nombre de su principal impulsor, Franco Basaglia.

La Ley Basaglia o Ley 180 (en italiano Legge Basaglia, Legge 180) es una ley italiana de 1978 sobre salud mental que supuso una importante reforma del sistema psiquiátrico de dicho país, ya que abogó por el cierre de todos los hospitales psiquiátricos y promovió su sustitución progresiva por una serie de servicios comunitarios. La Ley Basaglia constituye la base de la legislación italiana sobre salud mental. Recibe su nombre de su principal promotor y artífice, el psiquiatra italiano Franco Basaglia. La Ley 180, aprobada por el Parlamento italiano el 13 de mayo de 1978, puso en marcha el desmantelamiento progresivo de los hospitales psiquiátricos. La implementación de la ley de reforma psiquiátrica concluyó en 1998, lo que marcó el fin del sistema de hospitales psiquiátricos estatales en dicho país.
La ley propiamente dicha estuvo vigente hasta el 23 de diciembre de 1978. Su articulado se incorporó, con muy pocos cambios, a una ley más amplia (en italiano Legge 23 dicembre 1978, n. 833 - Istituzione del Servizio sanitario nazionale) que instauró el Sistema Nacional de Salud.

## Objetivos generales
La Ley 180/78 contempla la creación de un servicio comunitario descentralizado para el tratamiento y la rehabilitación de los enfermos mentales, la prevención de las enfermedades mentales y la promoción del tratamiento integral, especialmente a través de servicios externos a la red hospitalaria. La Ley 180/78 introdujo importantes cambios en la prestación de asistencia psiquiátrica, pues primaba la atención a pacientes en las comunidades más que la defensa de la sociedad.

## Historia
La nueva ley italiana se creó tras los proyectos de desinstitucionalización realizados en varias ciudades (por ejemplo, Gorizia, Arezzo, Trieste, Perugia o Ferrara) entre 1961 y 1978, que lograron demostrar que era posible sustituir la atención diurna en los hospitales psiquiátricos por comunidades de cuidados alternativas. Estos proyectos demostraron la eficacia del nuevo sistema de atención por su capacidad a la hora de llevar a cabo la clausura gradual de los hospitales psiquiátricos, creando al mismo tiempo una red de nuevos servicios alternativos, como pisos, albergues, residencias, centros de día y cooperativas gestionadas por los pacientes.
A principios de la década de 1960 hubo un factor que favoreció el desarrollo de la nueva ley: los movimientos reformistas generalizados en todo el país impulsados por los sindicatos, la clase obrera, los estudiantes y los partidos radicales y de izquierdas. Este clima social excepcional condujo a la aprobación de proyectos de ley innovadores, como la legislación sobre los derechos de los trabajadores, el aborto, el divorcio y, finalmente, la Ley 180.

## Principales disposiciones
La Ley 180 se basa en las siguientes disposiciones:
- La asistencia psiquiátrica debe trasladarse de los hospitales psiquiátricos a los centros comunitarios de salud mental, organizados de forma sectorial o departamental para garantizar la integración y los vínculos con los servicios y recursos comunitarios.
- No debe permitirse la hospitalización de nuevos pacientes en los hospitales psiquiátricos existentes. También se prohíbe la construcción de nuevos hospitales psiquiátricos.
- Deben establecerse unidades psiquiátricas en los hospitales generales con un número limitado de camas (no más de 14-16).
- Los tratamientos obligatorios sólo se aplican cuando no se dispone de instalaciones comunitarias adecuadas y cuando el paciente no ha aceptado el tratamiento extrahospitalario.

## Los efectos de la Ley 180

### Dicotomía en el tratamiento de las enfermedades mentales
Desde la adopción de la Ley 180 en 1978, la ley italiana de salud mental ha generado un profundo debate, en el que se han discutido sus implicaciones sociopolíticas, se han valorado sus puntos positivos y se han criticado los negativos. Sin embargo, la crítica internacional nunca ha cuestionado lo que la Ley 180 ha hecho para mejorar la suerte de los enfermos mentales que cometen delitos. La legislación italiana ha creado una dicotomía en el tratamiento de la salud mental: si bien se reconoce el derecho de los enfermos mentales que cumplen la ley a rechazar el tratamiento y se pone fin a todo nuevo ingreso de enfermos mentales, al mismo tiempo se permite el internamiento de los enfermos mentales que han infringido la ley en instituciones especializadas para que cumplan penas de duración indefinida, privándoles así de todos los derechos civiles.

### Principales consecuencias
Las principales consecuencias de la aplicación de la Ley 180 son las siguientes:
- Los pacientes que se encontraban internados en hospitales psiquiátricos antes de 1978 se fueron integrando progresivamente en la comunidad.
- La disponibilidad de camas psiquiátricas en Italia es menor que en otros países comparables: Italia dispone de 46 camas psiquiátricas por cada 100.000 habitantes, frente a las 58 del Reino Unido y las 77 de Estados Unidos.

## Legado
El psiquiatra estadounidense Loren Mosher considera que la ley Basaglia es revolucionaria y que se pueden extraer lecciones de ella, sobre todo en lo que respecta al respaldo del sistema nacional de salud que la implementó.
Dos años después de su promulgación, falleció Franco Basaglia a causa de un agresivo tumor cerebral de rápido desarrollo que lo llevó a la tumba con solo 56 años. La viuda de Basaglia, Franca Ongaro, quien había trabajado en su equipo en Trieste y en el movimiento Psiquiatría democrática, fortaleció su compromiso político y continuó la obra de defensa y fortalecimiento de la Ley. Fue elegida senadora de la República Iataliana por dos legislaturas consecutivas, entre 1983 y 1992. Trabajó activamente en la Comisión de Salud del Senado y en base a sus propuestas parlamentarias logró que se diera a la Ley 180 un cuerpo legal robusto de reglamentaciones e indicaciones para su puesta en práctica, se regulara su financiamiento y se organizaran de manera coherente los servicios psiquiátricos sustitutivos.
En 1993, el psiquiatra italiano Bruno Norcio afirmó que la Ley 180 de 1978 es una ley importante, pues fue la primera en afirmar que los enfermos mentales debían ser curados y no aislados, que los hospitales psiquiátricos debían dejar de existir como lugares de aislamiento y que los enfermos mentales debían tener derechos civiles e integrarse en la vida de la comunidad.
En 2001, Stefano Carrara escribió que la Ley 180/78, más conocida como "Ley Basaglia", dio lugar, hace poco más de veinte años, a un modelo vanguardista de atención psiquiátrica que ha sido observado con atención por algunos países del mundo para su exportación, como es el caso de Francia.
En 2009, P. Fusar-Poli afirmó que, gracias a la ley Basaglia, la psiquiatría en Italia ha empezado a integrarse en los servicios de salud general y ha dejado de estar al margen, en la periferia de la medicina.
El psicólogo clínico británico Richard Bentall sostiene que, después de que Franco Basaglia convenciera al gobierno italiano para que aprobara la Ley 180, los resultados han sido controvertidos. En la década siguiente, muchos médicos italianos denunciaron de que las cárceles se habían convertido en depósitos de los enfermos más graves, y que se veían "en una situación de impotencia psiquiátrica y terapéutica cuando se enfrentaban al esquizofrénico paranoide incontrolable, al maníaco agitado o al catatónico". Sin embargo, se ha desarrollado paulatinamente una red de clínicas de salud mental para sustituir el antiguo sistema.
Giovanna Russo y Francesco Carelli sugieren que en 1978 la reforma Basaglia no pudo aplicarse en su totalidad porque la sociedad no estaba preparada para un concepto tan vanguardista de la salud mental. Treinta años después, resulta más evidente que esta reforma responde a un concepto de atención sanitaria y social moderna para los enfermos mentales. El ejemplo italiano ha servido de modelo para servicios de atención innovadores y ha allanado el camino para la desinstitucionalización de los enfermos mentales.
Según Corrado Barbui y Michele Tansella, 30 años después de su aplicación, la Ley 180 sigue siendo única en el mundo en materia de salud mental, ya que Italia es el único país en el que están prohibidos los hospitales psiquiátricos tradicionales.